# St. Martin (Oberndorf)

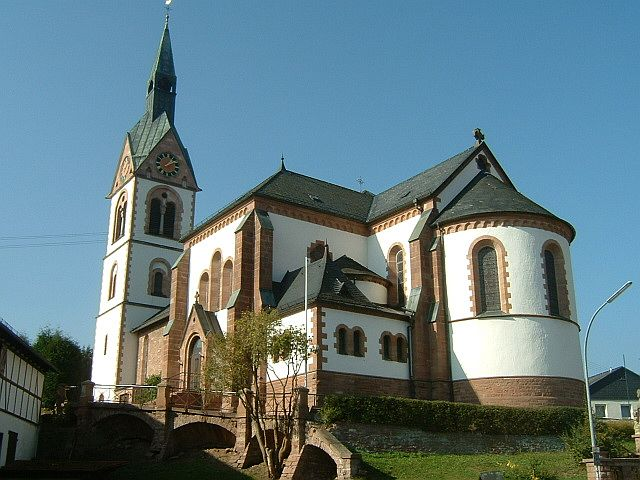
St. Martin (Oberndorf)

Die römisch-katholische, denkmalgeschützte Pfarrkirche St. Martin steht in Oberndorf, einem Ortsteil der Gemeinde Jossgrund im Main-Kinzig-Kreis in Hessen. Die Kirchengemeinde gehört zum Pastoralverbund St. Martin im Spessart im Dekanat Kinzigtal des Bistums Fulda.

## Beschreibung
Die heutige Kreuzkirche ist 1892 durch Um- und Anbauten der 1718 erweiterten alten Kirche entstanden. An das alte Kirchenschiff wurden das Querschiff, der Chor mit der halbrunden Apsis im Osten und der Kirchturm im Westen, südlich des Kirchenschiffs, alle im neuromanischen Baustil angebaut. Das oberste Geschoss des Kirchturms hat Biforien als Klangarkaden. Aus dem Rhombendach des Turms, das die Turmuhr beherbergt, erhebt sich ein quadratischer Dachreiter, der mit einem spitzen Pyramidendach bedeckt ist. Das Kirchenschiff wurde 1952/53 verbreitert.